# 捷姆留克灣

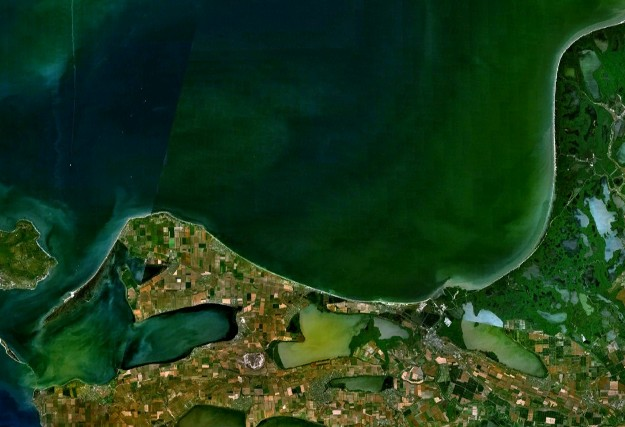

捷姆留克灣是俄羅斯的海灣，位於塔曼半島北面的亞速海，由克拉斯諾達爾邊疆區負責管轄，長27公里、寬60公里，最大水深11米，每年一月至三月結冰。
45°28′38″N 37°19′13″E / 45.47722°N 37.32028°E